# Lizumer Reckner
Lizumer Reckner (2886 m n. m.) je hora v Tuxských Alpách v rakouské spolkové zemi Tyrolsko. Nachází se 5,5 km severozápadně od střediska Hintertux, 7 km východně od obce Navis a 17 km jižně od města Wattens. Pod jihozápadními svahy hory leží jezero Staffelsee. Lizumer Reckner je nejvyšší horou Tuxských Alp.
Na vrchol je možné vystoupit po značené turistické cestě například od chaty Lizumer Hütte (2019 m n. m.).